# 埼玉土地家屋調査士政治連盟
埼玉土地家屋調査士政治連盟（さいたまとちかおくちょうさしせいじれんめい、略称、埼調政連）は、埼玉土地家屋調査士会と連携した土地家屋調査士の政治団体。

## 定義
土地家屋調査士制度発展のための政治活動を行い、もって国民の権利擁護に寄与することを目的とする団体であり、埼玉県内の土地家屋調査士によって組織された団体が埼玉土地家屋調査士政治連盟である。

## 概要
強制加入の団体である日本土地家屋調査士会連合会および各土地家屋調査士会は土地家屋調査士制度の維持発展をするために他の様々な団体が行っている政治的活動をすることが制約される。そのため公職選挙法及び政治資金規正法に基づく政治的活動を行うため、任意団体として設立され、制度の維持発展のために活動している。
これらは他士業の政治連盟も同様である。
- 設立-平成13年
- 所在地-埼玉県さいたま市浦和区高砂4-14-1 土地家屋調査士会館
- 会長-阿部公仁（平成31年3月8日～現在）
- 幹事長-栃原雅之（平成31年3月8日～現在）

## 埼調政連顧問・支援国会議員
- 埼調政連が支援する各政党国会議員。各政党の議員連盟に所属する埼玉県内国会議員である。
- 自由民主党（土地家屋調査士制度改革推進議員連盟）
  - 柴山昌彦（衆議院議員）埼調政連顧問
  - 野中厚（衆議院議員）埼調政連顧問
  - 新藤義孝（衆議院議員）
  - 三ッ林裕巳（衆議院議員）
  - 黄川田仁志（衆議院議員）
  - 穂坂泰（衆議院議員）
- 公明党（土地家屋調査士制度の改革・振興議員懇話会）
  - 西田実仁（参議院議員）
  - 矢倉克夫（参議院議員）
- 国民民主党（国民民主党と無所属議員による土地家屋調査士制度推進議員連盟）
  - 小宮山泰子（衆議院議員）埼調政連顧問